# West Unity
West Unity è un comune degli Stati Uniti d'America, situato nello Stato dell'Ohio, nella contea di Williams.